# Scopoides catharius
Espèce
Synonymes
- Scopodes catharius Chamberlin, 1922

Scopoides catharius est une espèce d'araignées aranéomorphes de la famille des Gnaphosidae.

## Distribution
Cette espèce est endémique de Californie aux États-Unis,.

## Description
Les mâles mesurent de 4,66 à 6,52 mm et les femelles de 5,72 à 7,65 mm. 

## Publication originale
- Chamberlin, 1922 : The North American spiders of the family Gnaphosidae. Proceedings of the Biological Society of Washington, vol. 35, p. 145-172 (texte intégral).